# Драгутин Йованович
Драгутин Йованович, известен като Луне (на сръбски: Драгутин Јовановић Луне или Dragutin Jovanović Lune), е сръбски офицер, революционер, деец на сръбската въоръжена пропаганда, политик, депутат и председател на община Върнячка баня.

## Биография
Роден е в 1892 година в Алексинац, Сърбия, в семейството на емигранти от Прилепско. Скопо се преселват отново във Върнячка баня, където Драгутин завършава основно училище. От баща си научава зидарския занаят и работи при изграждането на линията Крушевац-Сталач-Ужице. Там главният инженер му дава прякора Луне, който носи до края на живота си. Присъединява се към сръбската въоръжена пропаганда и на 22 март 1911 година влиза в четата на Войн Попович (войвода Вук). С Вук участва в Балканската и Междусъюзническата война. При избухването на Първата световна война в 1914 година постъпва в Ядранския четнически отряд на Войн Попович. През октомври 1914 година Йованович със своя взвод залавя на Безименния остров (близо до остров Курячица) 10 австроунгарски офицери и 300 подофицери и редници. В сражението при Грунища е ранен в ръката. Сражава на Солунския фронт и участва в сражението при Каймакчалан, в което загива Войн Попович. През ноември през 1917 година му е възложена задача от Върховното командване да проникне на окупираната от Българската армия територия и да дава информация за движението на войските. В окупираната Македония остава до края на август 1918 година. За това си постижение е произведен в подпоручик. За заслугите си във войните е отличен с:
- Караджорджева звезда с мечове IV степен,
- Златен войнишки орден Караджорджева звезда с мечове (два пъти),
- Златен медал „Милош Обилич“ за храброст (два пъти),
- френски Боен кръст,
- гръцки Медал за храброст,
- Албански медал

Йованович служи в командването на Белград и се пенсионира с чин поручик на 31 март 1924 година. Влиза в Демократическата партия на Любомир Давидович и става председател на община Върнячка баня. Като кмет на града залесява южните склонове на Гоч, регулира Върнячката река, от мястото, където днес е хотел „Сърбия“ до извора Снежник, организира няколко общински и местни сдружения като четниците и ловно дружество.
В 1927 година става депутат. На 20 юни 1928 година при убийството на Степан Радич Йованович е непосредствено до атентатора Пуниша Рачич, но на последвалия процес е оправдан по обвинението в съучастие в убийството на хърватския депутат. След тези събития, оставя политиката и се занимава единствено с четническото движение на Коста Пекянец.
Йованович е убит на 2 юли 1932 г. на Нишката гара с револвер от полицейския агент Стеван Протич, с който Луне се скарва за претърсването на багажа. Роднините на Луне обиняват Пекянец в организирането на убийството. Според някои историци са възможни и други политически мотиви.
Погребан е във Върнячка баня.